# Aguaviva de la Vega
Aguaviva de la Vega es una localidad española del municipio de Almaluez, perteneciente a la provincia de Soria, en la comunidad autónoma de Castilla y León. Está ubicada en el partido judicial de Soria y la comarca de Arcos de Jalón.

## Ubicación
Desde Almazán, siguiendo la N-111 dirección Medinaceli y desviándose, a la izquierda, en el indicador de Santa María de Huerta. Para la administración eclesiástica de la Iglesia católica, forma parte de la Diócesis de Osma la cual, a su vez, pertenece a la Archidiócesis de Burgos.

## Historia
Hasta la reforma de la nomenclatura municipal de 1916 el municipio se llamaba simplemente Aguaviva. En dicha fecha su nombre fue modificado por el de Aguaviva de la Vega. El municipio de Aguaviva de la Vega desapareció en 1970, al ser fusionado con los de Almaluez, Chércoles y Puebla de Eca.

## Demografía
| Gráfica de evolución demográfica de Aguaviva de la Vega entre 1842 y 1970 |
| |
| Población de derecho según los censos de población del INE Población de hecho según los censos de población del INEEn este censo se denominaba Aguaviva de las Peñas: 1842 En estos censos se denominaba Aguaviva: 1857, 1860, 1877, 1887, 1897, 1900 y 1910 Entre el censo de 1981 y el anterior, este municipio desaparece porque se integra en el municipio 42018 (Almaluez) |

| Núcleo              | Habitantes (2000) | Habitantes (2010) | Habitantes (2017) | Habitantes (2023) |
| ------------------- | ----------------- | ----------------- | ----------------- | ----------------- |
| Aguaviva de la Vega | 64                | 35                | 29                | 18                |

## Parajes
Las Cuadrillas,  Cerros.